# Clayton Glasgow
Clayton Glasgow, född 10 mars 1937, död 25 februari 2020, var en friidrottare från Guyana. Han deltog vid olympiska sommarspelen 1960.